# So Electric: When It Was Now (The Remixes)
So Electric: When It Was Now (The Remixes) è un album remix del gruppo musicale australiano Atlas Genius, pubblicato nel 2013 dalla Warner Bros. Records.
È stato pubblicato sia in formato LP (limitato a 300 copie) che in formato digitale, rispettivamente il 29 novembre e il 24 dicembre 2013.

## Tracce
1. Trojans (Lenno Remix) – 4:41
2. If So (Magic Man Remix) – 3:59
3. Centred on You (Viceroy Remix) – 3:47
4. Back Seat (Goldroom Remix) – 3:51
5. If So (TheFatRat Remix) – 4:17
6. Centred on You (St. Lucia Remix) – 5:26
7. Symptoms (Pierce Fulton Remix) – 4:34
8. Trojans (Xaphoon Jones Remix) – 3:57

Tracce bonus nell'edizione digitale
1. Electric (Vertigo Remix) – 5:16
2. Symptoms (Wild Cub Remix) – 3:41